# Migori
Migori est le chef-lieu du comté de Migori et du  district de Migori dans l'ancienne province de Nyanza au Kenya. Elle est située à 63 km au sud de Kisii et à 22 km de la frontière tanzanienne.